# Asesinato de Nireah Johnson y Brandie Coleman
El asesinato de Nireah Johnson, una mujer trans afroamericana, y Brandie Coleman, ocurrió el 23 de julio de 2003 en Indianápolis, Indiana. El autor del crimen, Paul Moore, las asesinó después de que descubriera que Johnson era transgénero.

## Hechos
El 18 de junio de 2003, Nireah Johnson de 17 años, y su amiga Brandie Coleman de 18, conducían con otra amiga. El trío vio a Paul Moore en el automóvil conducido por Curtis Ward, y les pidieron que se detuvieran en el estacionamiento de una gasolinera. Johnson y Moore salieron de sus vehículos, hablaron brevemente e intercambiaron números telefónicos.
Supuestamente Moore dijo sentirse atraído por Johnson y haber creído que era una mujer cisgénero. Moore más tarde dijo a la policía que Johnson le dio un beso en la mejilla cuando se despidieron y acordaron encontrarse más tarde. Negó encontrarse con Johnson en fecha posterior.
Según documentos de tribunal, a las 12:51 a. m. del 23 de julio, Coleman llamó a la casa de Moore para hablar con Ward. Coleman y Johnson entonces condujeron hasta el apartamento de Moore. Los cuatro hablaron afuera y después entraron al apartamento. Ward y Coleman fueron a la habitación de Ward, mientras Moore y Johnson fueron a la habitación de Moore.
Más tarde Moore entró a la habitación de Ward con un arma de fuego Ruger P90 y pidió hablar con él. Los dos hombres fueron a la cocina, donde Moore preguntó si Ward sabía si Johnson era anatómicamente hombre o mujer. Los dos hombres fueron a la sala, donde Moore preguntó a Johnson y a Coleman con qué sexo había sido asignada al nacer Johnson.
Después de cuarenta minutos de discusión, Johnson fue al baño, Moore la siguió y descubrió que era una mujer trans. Moore enojado, le pidió a Ward conseguir algún cable, que utilizaron para atar las manos de Coleman y Johnson, respectivamente, detrás de sus espaldas. Después Moore puso a Johnson y a Coleman en el asiento trasero de su vehículo, y pidió a Ward seguirle.
Moore condujo a una área boscosa en Fall Creek Corridor Park en Indianápolis. Ward hizo una vuelta en U después de la cual Moore entró en el vehículo de Ward y disparó a Johnson y Coleman a muerte. Moore entonces desmanteló el arma y tiró las piezas por la ventana. Ambos hombres regresaron a la casa de Moore.
Esa tarde, Moore llamó a Ward para sugerir incendiar el vehículo en el que habían dejado a Johnson y Coleman. Ward habló con el medio hermano de Moore, Clarence McGee, quién había visto los cuerpos de Johnson y Coleman en el automóvil. McGee y Ward regresaron al parque esa noche con una lata de gasolina y quemaron el vehículo que contenía los cuerpos.

## Descubrimiento
La noche del mismo 23 de julio, los cuerpos de Johnson y Coleman fueron hallados tendidos en el asiento trasero del Jeep por los bomberos. Sus cuerpos quedaron irreconocibles y los detectives no pudieron determinar la raza o sexo de ambas víctimas. La policía trató las muertes como homicidios, aunque no resolvieron todavía si las víctimas habían sido asesinadas.
El 24 de julio, la oficina del coronel del condado de Marion, Indiana, hizo públicos los nombres de Johnson y Coleman como víctimas de homicidio. El informe declaraba que cada una había recibido un disparo en la frente antes de que empezara el fuego. Los detectives determinaron que la gasolina había sido vertida en el asiento trasero y encendida. Las autoridades fueron alertadas cuando la madre de Coleman, Mary Coleman, reconoció el vehículo en reportajes de los noticiarios, por la placa de FedEx en el frente. Mary Coleman, que trabajaba en FedEx, llamó a una cadena televisiva y la emisora entonces contactó con la policía.

## Consecuencias

### Arrestos
Paul Moore fue arrestado el jueves 31 de julio de 2003 tras ser identificado por Adrian Beverly como el pasajero que había visto con Johnson y Coleman en el automóvil de Ward el 18 de julio. La policía fue dirigida a Moore cuando las pruebas balísticas revelaron que las balas calibre .45 encontradas en las víctimas, correspondían con una pistola que Moore usó durante un alboroto en 2002. Moore fue acusado de asesinato, confinamiento, e incendio provocado.
Ward fue arrestado y acusado de confinamiento, incendio provocado y por asistir a un delincuente. Clarence McGee también fue arrestado.

### Juicio
Moore y McGee fueron a juicio en abril del 2004. Ward testificó en contra de Moore y McGee a cambio de recibir cargos menores. El jurado encontró a ambos hombres culpables. Moore fue condenado por dos cargos de asesinato, confinamiento criminal e incendio provocado. McGee, en tanto, fue condenado por el cargo de incendio provocado, asistir a un delincuente y obstrucción de la justicia.
El 5 de mayo de 2004 el juez Robert Altice dio a Moore sentencias combinadas de 120 años por los asesinatos de Johnson y Coleman. Moore recibió sentencias consecutivas de 55 años por el asesinato de Johnson y Coleman y sentencias concurrentes de diez años por cada cargo de confinamiento e incendio provocado.
McGee fue sentenciado a 10 años de prisión por ser cómplice.
La condena y sentencia de Moore fue confirmada en apelación en mayo de 2005.